# Международное движение АТД Четвёртый Мир

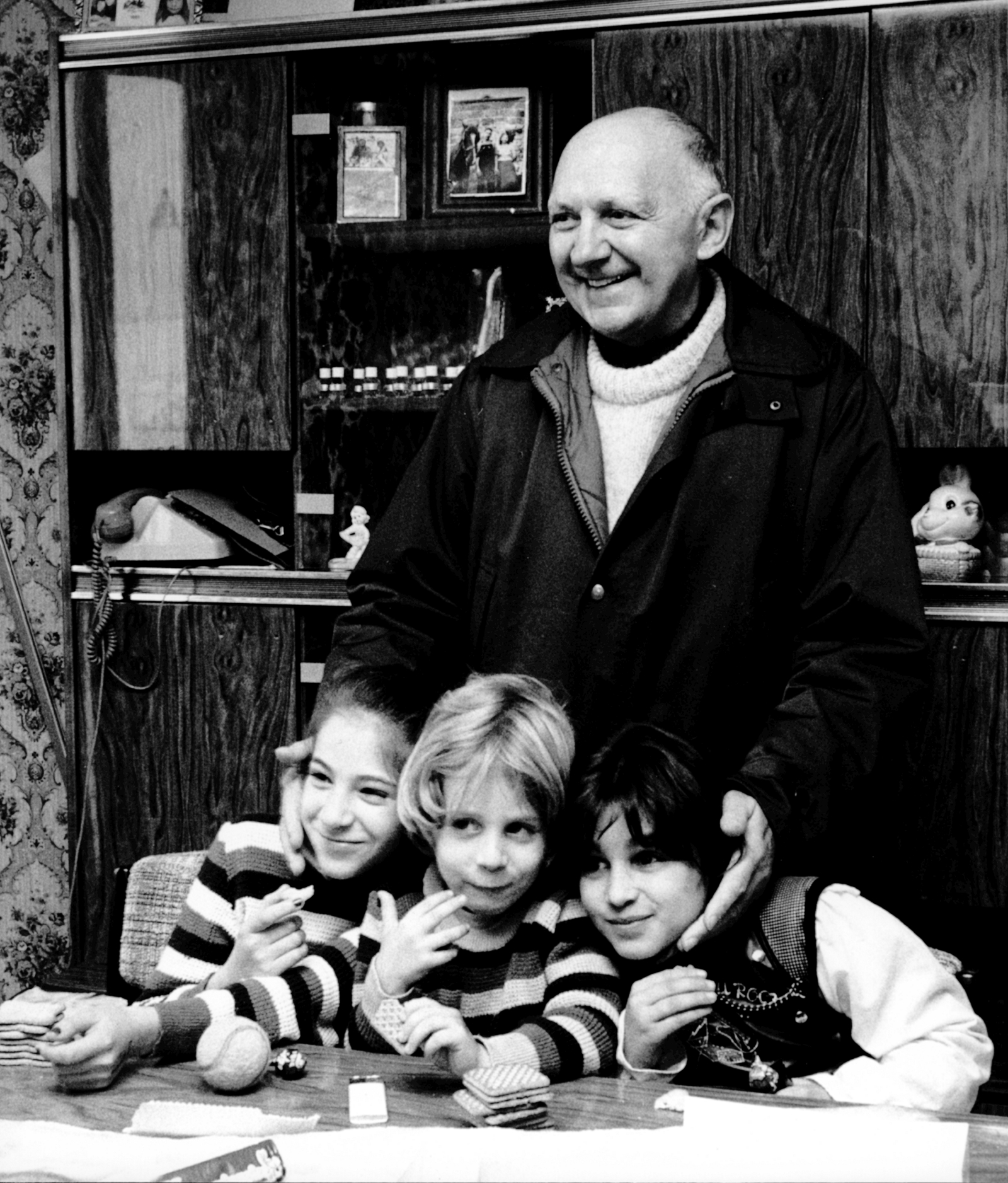
о. Жозеф Вресински

Международное Движение АТД Четвёртый мир (англ. International Movement ATD Fourth World, All Together in Dignity) — неправительственная некоммерческая международная организация, целью которой является преодоление бедности и социального отчуждения, а идейной базой является концепция прав человека, демократия, гражданское общество. Движение работает в партнерстве и солидарности с лицами и сообществами, имеющими опыт социального отчуждения и бедности; ориентирована на поддержку семей и одиноких людей, а также на накопление знаний о проблемах бедности и социальной несправедливости.
Движение АТД Четвёртый мир было создано в 1957 году по инициативе священника Жозефа Вресински и семей из лагеря для бездомных в парижском пригороде Нуази-ле-Гран.
Несмотря на то, что Движение было основано католическим священником, оно позиционирует себя как организация без религиозной и политической принадлежности. Движение АТД присутствует в более чем 30 странах на пяти континентах.
АТД является транслитерацией с французского языка (фр. ATD — Agir tous pour la dignité), что переводится как «действуем ради достоинства каждого». Термин «Четвёртый мир» имеет отношение к малоизвестному факту Французской Революции — возникновению Хартии Четвёртого сословия, что было обращением к беднейшим и недостаточно образованным людям которые были лишены права голосовать за новую конституцию.
По инициативе Движения АТД 17 октября 1987 года в присутствии 100 000 человек в Париже на площади Трокадеро был установлен камень Прав Человека, на котором написано «Там, где человек вынужден жить в нищете, нарушаются права человека. Объединиться в борьбе за уважение этих прав есть священный долг каждого». С 1992 года Генеральная ассамблея ООН объявила 17 октября «Международным днем борьбы с бедностью».
АТД Четвёртый мир имеет консультационный статус при ЮНИСЕФ, ЮНЕСКО, ООН и статус участника при Совете Европы.